# Incidente Dave Matthews Band

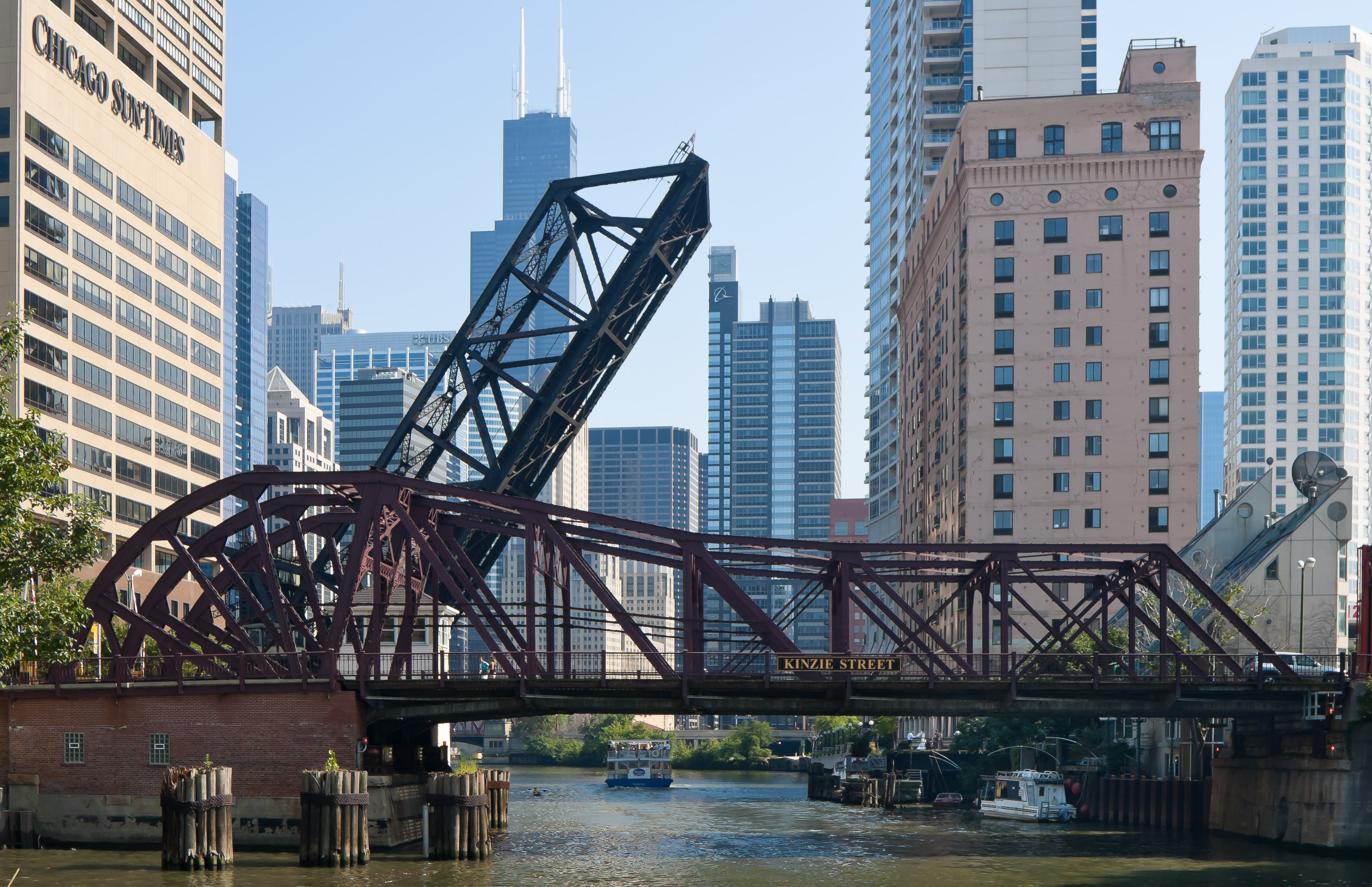
Ponte Kinzie Street (frente), local do incidente

O incidente Dave Matthews Band ocorreu no dia 8 de agosto de 2004, quando um ônibus de turnê pertencente à banda estadunidense Dave Matthews Band despejou 360 quilos de dejetos humanos provindos do tanque de água negra do veículo, através da Ponte Kinzie Street, em Chicago, em um barco turístico contendo 120 passageiros que navegava abaixo pelo Rio Chicago.
Como parte de um acordo legal em 2005, a banda concordou em pagar 200 mil dólares para proteção ambiental e outros projetos (cerca de 300 mil dólares em 2022). A banda doou ainda 100 mil dólares a dois grupos que protegem o rio e área ao redor (cerca de 150 mil dólares em 2022). O motorista de ônibus da banda, Stefan Wohl, se declarou culpado em abril de 2005.

## Antecedentes
A Dave Matthews Band reservou quartos no hotel The Peninsula Chicago da 108 E. Superior Street para um show de duas noites no Alpine Valley Music Theatre em East Troy, Wisconsin. O incidente ocorreu entre a primeira e a segunda noite do show. A banda reservou cinco ônibus para o show; Stefan Wohl dirigiu o ônibus do violinista da banda, Boyd Tinsley.
Durante os meses quentes, a Chicago Architecture Foundation oferece um passeio de barco pelos edifícios ao longo do Rio Chicago. Os barcos possuem assentos com teto aberto, onde os passageiros sentam-se durante o passeio.
A maioria das pontes de Chicago apresenta grades rebitadas, que são usadas por sua resistência e propriedades antiderrapantes. A grade rebitada permite que chuva, neve e outros líquidos passem através dela, eliminando a necessidade de sistemas de drenagem complicados ou de salgar o tabuleiro da ponte durante a neve, garantindo que não congele em condições de tempo frio.

## Incidente
No domingo, 8 de agosto de 2004, às 13h18, horário local, Wohl estava sozinho no ônibus de Tinsley e dirigindo para um hotel no centro da cidade quando esvaziou o tanque de água negra do ônibus enquanto cruzava as grades de metal da ponte Kinzie Street. O tanque continha 800 libras, ou 360 quilos, de resíduos humanos.
O barco de passageiros Chicago's Little Lady sediava o passeio da Chicago Architecture Foundation das 13h. Ao passar por baixo da ponte, o barco recebeu todo o conteúdo do tanque nos assentos do seu terraço aberto. Aproximadamente dois terços dos 120 passageiros a bordo do barco turístico ficaram encharcados. O barco retornou imediatamente ao cais, onde todos os passageiros receberam reembolso. Cinco passageiros foram ao Northwestern Memorial Hospital para testes. De acordo com o procurador-geral de Illinois, os passageiros a bordo incluíam pessoas com deficiência, idosos, uma mulher grávida, uma criança pequena e um bebê. O processo descreve o incidente:
Os resíduos líquidos eram de cor amarelo acastanhado e tinham um odor desagradável e ofensivo. Os dejetos humanos líquidos foram para os olhos, bocas, cabelos dos passageiros e para roupas e pertences pessoais, muitos dos quais ficaram encharcados. Alguns passageiros sofreram náuseas e vômitos em decorrência da exposição aos dejetos humanos.

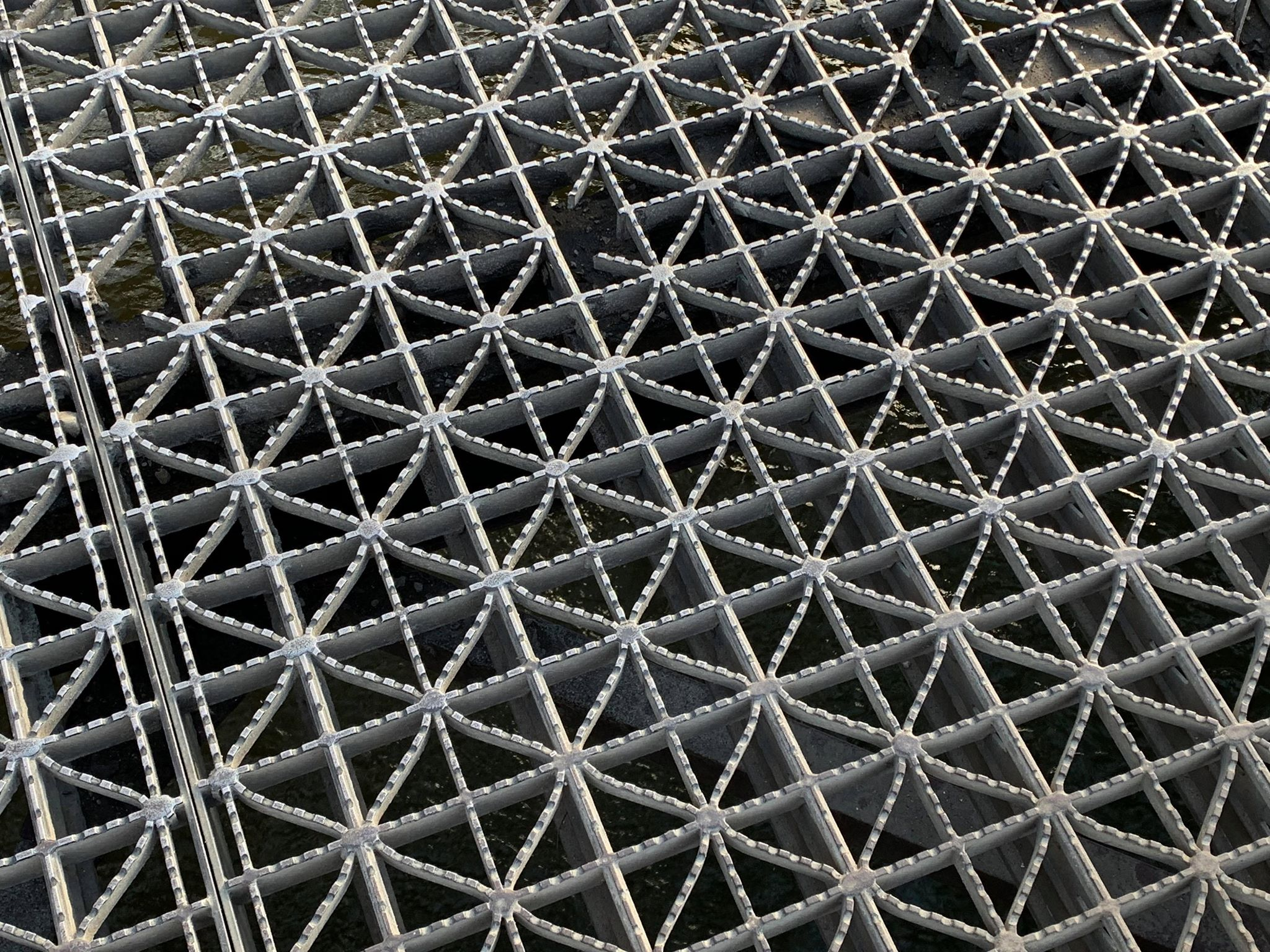
A superfície da ponte (na imagem) permite a passagem de líquidos. O Rio Chicago é visível através dos buracos na grade.

O convés do barco foi limpo pela tripulação e o serviço foi retomado às 15h.

## Resultado
Imediatamente após o incidente, o Chicago Police Department disse que estava investigando o incidente, mas ainda não o considerava um crime. Em 9 de agosto, a Chicago Architecture Foundation divulgou um comunicado de que uma testemunha havia registrado a placa do veículo e havia entregado à polícia como prova. No dia 10 de agosto, um outro motorista dos ônibus da banda, Jerry Fitzpatrick, foi identificado como o dono da placa do ônibus. Em entrevista por telefone, Fitzpatrick negou a um repórter do Chicago Tribune que despejou os resíduos, afirmando que estava estacionado em frente ao hotel da banda na época. Um publicitário da Dave Matthews Band divulgou um comunicado dizendo que o empresário da banda determinou que todos os ônibus estavam estacionados no momento do incidente.
Fitzpatrick, que estava em Effingham, Illinois, na época, instruiu o sargento Paul Gardner, do Effingham Police Department, para inspecionar o tanque séptico do ônibus para provar que ele não poderia tê-lo esvaziado. Gardner relatou ao Chicago Tribune pelo celular de Fitzpatrick que havia inspecionado o tanque e que estava quase cheio.
Promotores estaduais trabalharam com uma academia de ginástica próxima, a East Bank Club, para identificar o ônibus infrator com base nas videotapes de segurança da academia. Em 24 de agosto, a Procuradora-Geral de Illinois Lisa Madigan entrou com uma ação de 70 mil dólares contra Wohl, alegando que ele era o responsável pelo ocorrido. Wohl negou, e foi apoiado pela banda. Em 25 de agosto, o prefeito Richard M. Daley deu uma entrevista coletiva na qual divulgou o videotape usado como prova. Daley, ele próprio fã da banda, expressou sua crença de que o ocorrido era "absolutamente inaceitável".
Em março de 2005, Wohl se declarou culpado de conduta imprudente e descarga de contaminantes que causaram poluição da água. A Dave Matthews Band não se desculpou imediatamente por apoiar Wohl anteriormente. Foi condenado a 150 horas de serviço comunitário, multado em 10 mil dólares a serem pagos à Friends of the Chicago River, uma organização ambientalista, e recebeu 18 meses de liberdade condicional. A Dave Matthews Band doou 50 mil para o Chicago Park District, 50 mil para o Friends of the Chicago River e pagou ao estado de Illinois 200 mil em acordo. A Dave Matthews Band concordou em manter um registro de quando seus ônibus esvaziam seus tanques sépticos.
Acredita-se que Wohl não percebeu que havia um barco debaixo da ponte quando despejou os resíduos. Crê-se que nenhum passageiro tenha sofrido quaisquer efeitos duradouros para a saúde física devido ao despejo de resíduos sobre eles.
Em 8 de agosto de 2023, a Riot Fest Historical Society anexou uma placa na ponte Kinzie Street comemorando o 19.º aniversário do incidente.